# Sporting Kansas City 2012
Questa voce raccoglie le informazioni riguardanti lo Sporting Kansas City nelle competizioni ufficiali della stagione 2012.

## Rosa
| N. |                        | Ruolo | Calciatore      |
| -- | ---------------------- | ----- | --------------- |
| 1  | Danimarca (bandiera)   | P     | Jimmy Nielsen   |
| 2  | Camerun (bandiera)     | D     | Yann Songo'o    |
| 3  | Stati Uniti (bandiera) | D     | Ike Opara       |
| 4  | Stati Uniti (bandiera) | D     | Kevin Ellis     |
| 5  | Stati Uniti (bandiera) | D     | Matt Besler     |
| 6  | Brasile (bandiera)     | C     | Paulo Nagamura  |
| 7  | Stati Uniti (bandiera) | C     | Chance Myers    |
| 8  | Stati Uniti (bandiera) | C     | Graham Zusi     |
| 9  | Stati Uniti (bandiera) | A     | Teal Bunbury    |
| 10 | Stati Uniti (bandiera) | C     | Benny Feilhaber |
| 11 | Stati Uniti (bandiera) | C     | Bobby Convey    |
| 13 | Kenya (bandiera)       | D     | Lawrence Olum   |
| 14 | Inghilterra (bandiera) | A     | Dominic Dwyer   |

| N. |                         | Ruolo | Calciatore      |
| -- | ----------------------- | ----- | --------------- |
| 16 | Stati Uniti (bandiera)  | D     | Seth Sinovic    |
| 17 | Stati Uniti (bandiera)  | A     | C.J. Sapong     |
| 18 | Stati Uniti (bandiera)  | P     | Eric Kronberg   |
| 19 | Haiti (bandiera)        | C     | Peterson Joseph |
| 20 | Spagna (bandiera)       | C     | Oriol Rosell    |
| 21 | Stati Uniti (bandiera)  | P     | Jon Kempin      |
| 22 | Stati Uniti (bandiera)  | A     | Soony Saad      |
| 23 | Sierra Leone (bandiera) | A     | Kei Kamara      |
| 27 | Stati Uniti (bandiera)  | D     | Kyle Miller     |
| 31 | Stati Uniti (bandiera)  | D     | Josh Gardner    |
| 37 | Stati Uniti (bandiera)  | C     | Jacob Peterson  |
| 78 | Francia (bandiera)      | D     | Aurélien Collin |
| 88 | Stati Uniti (bandiera)  | C     | Michael Thomas  |
|    | Ecuador (bandiera)      | A     | Claudio Bieler  |